# Adiutant

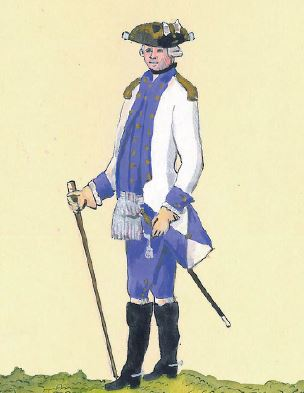
Adiutant przyboczny armii koronnej w 1775

1. Adiutant – oficer przydzielony w charakterze pomocnika do dowódcy, od dowódcy oddziału (batalionu, dywizjonu) wzwyż. Adiutant załatwiał sprawy personalne i kierował służbą wewnętrzną jednostki[1].
2. Fligeladiutant[2] (niem. Flügeladjutant) – dawniej oficer pełniący służbę adiutanta przy osobach panujących (adiutant przyboczny)[3].
3. Adiutant (fr. Adjudant) – stopień wojskowy we Francuskich Siłach Zbrojnych oraz Legii Cudzoziemskiej.
4. Adiutant major – stanowisko w wojsku francuskim równorzędne stanowisku adiutanta formacji względnie oddziału w Wojsku Polskim[1].
5. Adiutant polowy – termin używany w Polsce, w latach 1815–1830 – oznaczał adiutanta dowódcy oddziału w przeciwstawieniu do adiunkta sztabu, czyli oficera zajętego pracą kancelaryjną[1].
6. Generał adiutant – funkcja w armii I Rzeczypospolitej i innych ówczesnych armiach
7. Adiutantura – kancelaria dowództwa, na której czele stał adiutant[1].

W Polsce, za Stanisława Augusta, fligeladiutanci nosili mundur biały z niebieskimi wyłogami, kamizelkę i spodnie niebieskie, ozdoby złote. Za Księstwa Warszawskiego było czterech fligeladiutantów (płk Hipolit Błeszyński, płk Franciszek Paszkowski, płk Czesław Pakosz i mjr Piotr Strzyżewski), którzy nosili mundur adiutantów polowych ze srebrną szarfeczką na prawym ramieniu. Za Królestwa Kongresowego było nie więcej niż sześciu fligeladiutantów (Czapski, Byszewski, Kierkor, Szydłowski, Dzierżanowski i Zakrzewski), którzy nosili mundur adiutantów polowych ze specjalnym haftem na kołnierzu.